# Узенькая улица (Казань)
Узенькая улица (тат. Тар гына урам, Tar ğına uram) —  небольшая улица в историческом районе Большое Игумново Кировского района Казани. 

## География
Начинаясь от Набережной улицы, уходит в сторону железнодорожной линии и заканчивается, немного не доходя до неё.

## История
Улица возникла в Большой Игумновой слободе и упоминается под названием 1-я Поперечно-Набережная улица с последней четверти XIX века. По сведениям на 1912 год, на улице, находилось 5 домовладений, большинство из них деревянные или полукаменные. В сословном отношении 2 домовладельца были цеховыми, по одному домовладению принадлежало купцам и мещанам, одно домовладение принадлежали товариществу химических заводов П. К. Ушкова и Ко. На территории одного из домовладений находился кожевенный завод, на территории ещё одного самое крупное предприятие слободы — химический завод Ушкова (имел также адресацию и по Набережной улице). После революции в части строений закрытого в 1921 году завода Ушкова были размещены рабочие общежития.
Протоколом комиссии Казгорсовета по наименованию улиц б/н от 2 ноября 1927 года, утверждённому 15 декабря того же года, переименована в Узенькую улицу.
К 1939 году на улице находились домовладения №№ 1/17–9.
В начале 1990-х годов все жилые дома на улице были расселены; жители были переселены в новые дома (№№ 1, 3) по Окольной улице и в один из домов в микрорайоне № 8а жилого массива Горки.
В дореволюционное время и в первые годы советской власти административно относилась к 6-й городской части. После введения в городе деления на административные районы входила в состав Кировского района.

## Транспорт
Ближайшая остановка общественного транспорта — «Набережная» (автобус) на пересечении Набережной и Боевой улиц. В 1980-е — 2000-е ближайшей остановкой была остановка «Завод медаппаратуры» на Набережной улице.

## Объекты
- №№ 3, 5, 7, 9 — жилые дома порохового завода (снесены).[8]
- № 4 —  в этом здании располагался завод «Металлист»[тат.].[20]